# Malambi, Somvarpet
Malambi là một làng thuộc tehsil Somvarpet, huyện Kodagu, bang Karnataka, Ấn Độ.